# Dryopteris championii
Dryopteris championii är en träjonväxtart som först beskrevs av George Bentham, och fick sitt nu gällande namn av C. Chr. apud Ching. Dryopteris championii ingår i släktet Dryopteris och familjen Dryopteridaceae. Inga underarter finns listade.

## Bildgalleri

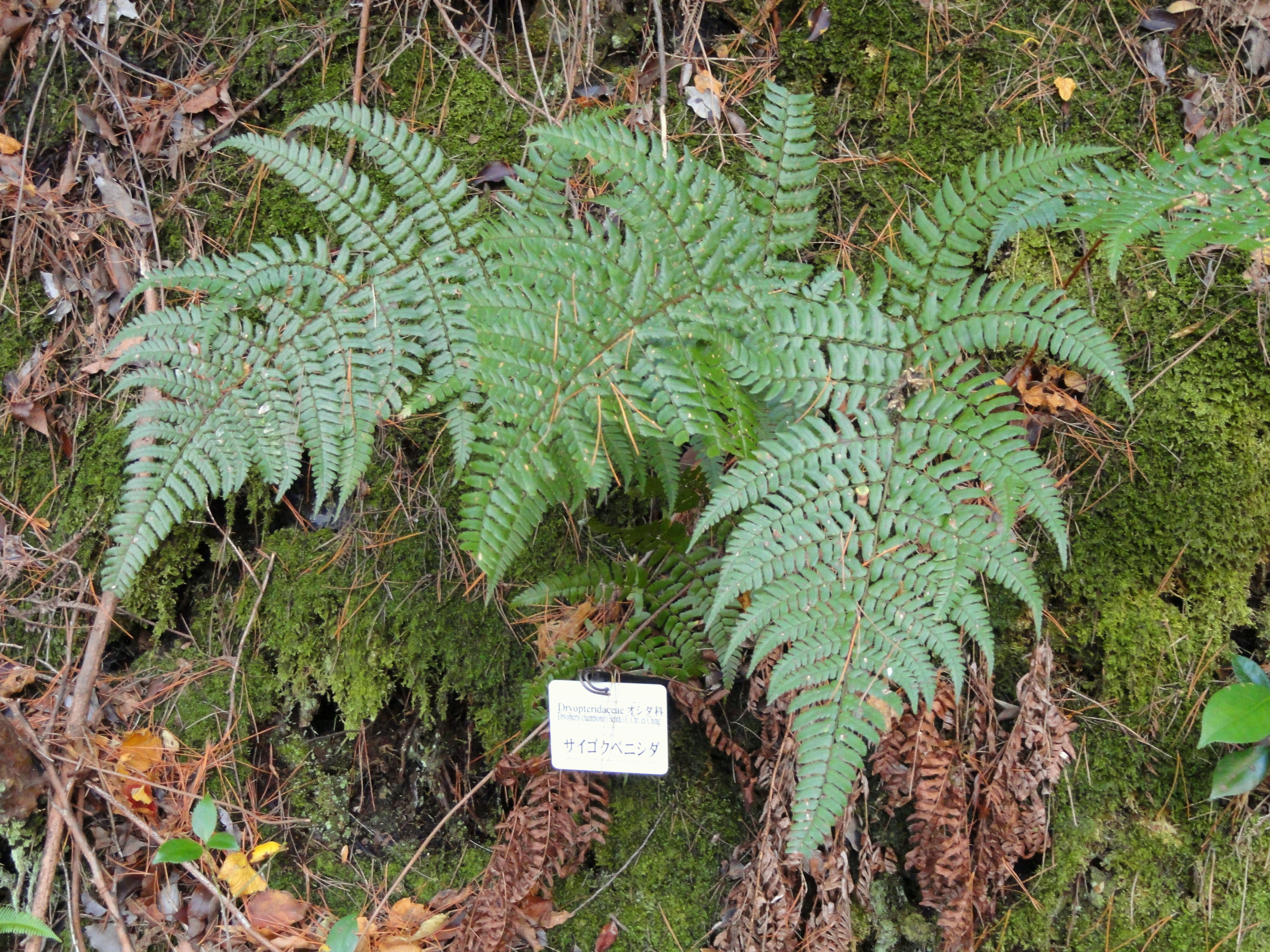